# میلاد ابطحی
میلاد ابطحی (زادهٔ ۱۸ دی ۱۳۷۰) یک بازیکن فوتبال اهل ایران است که در پست هافبک برای باشگاه فوتبال مس رفسنجان در لیگ برترخلیج فارس بازی می‌کند.

## سوابق باشگاهی
از باشگاه‌هایی که در آن بازی کرده‌است می‌توان به باشگاه فوتبال راه‌آهن و باشگاه فوتبال پیکان تهران اشاره کرد.